# 권집 (축구 선수)
권집(한국 한자: 權輯, 1984년 2월 13일 ~ )은 대한민국의 전 축구 선수로서 포지션은 미드필더이다.

## 개요
동북중학교, 동북고등학교를 졸업하였다. 깔끔한 공수 조율과 창의적인 공격 전개, 예술적인 패스로 인하여 지휘자를 뜻하는 '마에스트로(Maestro)'라는 별명을 얻었다.

## 클럽 경력
동북고등학교 졸업 후 대학교에 가지 않고 2002년 1. FC 쾰른 U-19 팀에 입단하였고, 팀의 2군격인 1. FC 쾰른 U-23 팀을 거쳤으나, 계약 조건에서 여러 가지 이견 차이를 좁히지 못하여 국내로 돌아오게 되었다.
2003년 수원 삼성 블루윙즈에서 데뷔하였으나, 2004년 팀의 성적 부진으로 김호 감독에서 차범근 감독 체제로 전환되면서 거의 출전하지 못하였다. 결국 2005년 타 팀으로의 이적을 추진하여 전북 현대 모터스로의 이적이 확실시되었으나 고창현과 함께 안효연과의 맞트레이드로 부산 아이파크로 이적하게 되었고, 자신이 원하지 않는 구단으로 이적하게 되자 훈련을 잘 이행하지 않는 등의 불성실한 태도를 보이며 자신의 이적을 요구하였다. 결국 불과 한 달도 되지 않아 전남 드래곤즈로 옮겼지만, 이렇다 할 활약을 보이지 못하였고, 단 두 경기를 출전한 뒤인 3월 말, 전북 현대 모터스로 다시 이적하였다. 전북 현대 모터스로 이적한 후 2006년 AFC 챔피언스리그 우승에 공헌하여, 2006년 K리그 최초로 팀을 FIFA 클럽 월드컵에 진출시키는데 공헌하였다. 2008년 포항 스틸러스로 이적하였으나, 그 해 김형일과의 맞트레이드로 대전 시티즌으로 다시 이적하였다.
K리그 승부조작 사건으로 2011년 영구 제명되어 방출되었다.

## 국가대표팀 경력
2002년 AFC U-20 축구 선수권 대회에 참가하여 대한민국의 우승을 이끌어, 임유환, 김동현과 함께 대회 '베스트 11'에 선정되었다.

## 플레이 스타일
침착하고 영리하게 경기를 운영할 줄 알고, 마치 경기장 전체를 꿰뚫고 있는 듯한 시야를 바탕으로 적재적소에 볼을 공급해주는 감각적인 패싱 센스와 탁월한 플레이메이킹, 날카로운 킥을 선보인다.

## 경력 통계

### 클럽
2011년 2월 21일 기준
| 클럽 | 시즌 | 리그 | 리그 | 하우젠컵 | 하우젠컵 | FA컵 | FA컵 | 아시아 | 아시아 | 합계 | 합계 |
| 클럽 | 시즌 | 출장 | 득점 | 출장     | 득점     | 출장 | 득점 | 출장   | 득점   | 출장 | 득점 |
| ---- | ---- | ---- | ---- | -------- | -------- | ---- | ---- | ------ | ------ | ---- | ---- |
| 수원 | 2003 | 14   | 0    | 0        | 0        | 0    | 0    | -      | -      | 14   | 0    |
| 수원 | 2004 | 1    | 0    | 2        | 0        | 2    | 0    | -      | -      | 5    | 0    |
| 전남 | 2005 | 0    | 0    | 0        | 0        | 0    | 0    | -      | -      | 0    | 0    |
| 전북 | 2005 | 5    | 0    | 10       | 0        | 0    | 0    | -      | -      | 15   | 0    |
| 전북 | 2006 | 12   | 1    | 6        | 1        | 2    | 0    | 7      | 0      | 27   | 2    |
| 전북 | 2007 | 19   | 0    | 4        | 0        | 1    | 0    | 2      | 0      | 26   | 0    |
| 포항 | 2008 | 3    | 0    | 0        | 0        | -    | -    | 2      | 0      | 3    | 0    |
| 대전 | 2008 | 10   | 0    | 3        | 0        | 0    | 0    | -      | -      | 13   | 0    |
| 대전 | 2009 | 23   | 0    | 3        | 0        | 4    | 0    | -      | -      | 30   | 0    |
| 대전 | 2010 | 22   | 1    | 3        | 0        | 1    | 0    | -      | -      | 26   | 1    |
| 합계 | 합계 | 109  | 2    | 31       | 1        | 10   | 0    | 9      | 0      | 159  | 3    |

## 경력 목록

### 클럽 경력
- 2003년 ~ 2004년  수원 삼성 블루윙즈
- 2005년  전남 드래곤즈
- 2005년 ~ 2007년  전북 현대 모터스
- 2008년  포항 스틸러스
- 2008년 ~ 2010년  대전 시티즌
- 2011년  톈진 터다

## 수상 내역

### 개인
- 2002년 독일 에르징엔 토너먼트 베스트 플레이어 3위
- 2002년 AFC U-20 축구 선수권 대회 베스트 11 선정

### 클럽

#### 수원 삼성 블루윙즈
- K-리그 우승 1회 (2004년)

#### 전북 현대 모터스
- FA컵 우승 1회 (2005년)
- 대한민국 슈퍼컵 준우승 1회 (2006년)
- AFC 챔피언스리그 우승 1회 (2006년)